# Musée d'art de Malmö
Le musée d'art de Malmö (en suédois : Malmö konstmuseum) est un musée d'art municipal situé dans le château de Malmöhus à Malmö. Il possède de grandes collections d'art contemporain nordique, entre autres. 

## Collections
Le musée possède l'une des plus grandes collections d'art nordique du XXe siècle du pays, ainsi que des collections spéciales de Carl Fredrik Hill, Barbro Bäckström, Carl Fredrik Reuterswärd, Max Walter Svanberg, Torsten Andersson et Gunnar Norrman. La peinture scanienne est bien représentée et la vaste collection de Carl Fredrik Hill contient plus de 2 600 dessins et 25 peintures.
Il existe également une collection unique d'art russe du début du siècle, acquise dans le cadre de l'Exposition balte. Elle comprend des peintures d'Aleksandr Golovin, Kouzma Petrov-Vodkine, Aleksandr Hausch et Pavel Kutznetsov.
Les fondations de la collection de modernisme nordique du musée ont été posées par la donation de Herman Gotthardt, qui a rassemblé 700 œuvres entre 1914 et 1943, dont des peintures d'Isaac Grünewald, Sigrid Hjertén, Hilding Linnqvist, Nils Nilsson, Vera Nilsson, Inge Schiöler, J.F. Willumsen, Oluf Høst, Vilhelm Lundstrøm, Per Krohg, Henrik Sørensen et Tyko Sallinen.
Le musée a repris la gestion de la donation Schyl de Malmö Konsthall en 2015,.
Le musée d'art de Malmö possède également une grande collection d'artisanat, principalement du sud de la Suède. La galerie de Skovgaardsalen abrite également l'orgue St Peter de la plus ancienne église de Malmö.
Grâce à d'autres donations et à sa propre collection d'art contemporain nordique, le musée dispose aujourd'hui d'environ 40 000 œuvres.

## Expositions
Le musée d'art de Malmö organise une dizaine d'expositions par an, principalement axées sur les pays nordiques. De nouvelles acquisitions de la collection du musée sont également présentées régulièrement. Une sélection des collections est présentée dans l'exposition permanente du musée et dans diverses expositions temporaires.
L'exposition permanente De 1500 à nos jours est structurée comme un voyage dans le temps et l'espace et raconte l'histoire et le développement de la peinture et du mobilier. Les intérieurs des salles sont construits de manière à montrer les époques de l'art, de la Renaissance au post-modernisme. On y trouve par exemple des portraits de l'artiste rococo Alexandre Roslin, des paysages de Carl Fredrik Hill datant des années 1870 et de l'art nordique contemporain.
L'espace d'exposition d'environ 1 000 mètres carrés situé au sommet du musée accueille les grandes expositions actuelles d'art suédois et étranger. Il peut s'agir d'expositions d'histoire de l'art, de rétrospectives d'artistes individuels ou d'expositions collectives sur différents thèmes.
Le musée dispose également d'une salle d'exposition plus petite pour les projets artistiques, où sont présentées des expositions plus courtes d'art contemporain nordique et international, souvent sous la forme d'œuvres plus expérimentales, d'installations et de projections vidéo. 

## Galerie

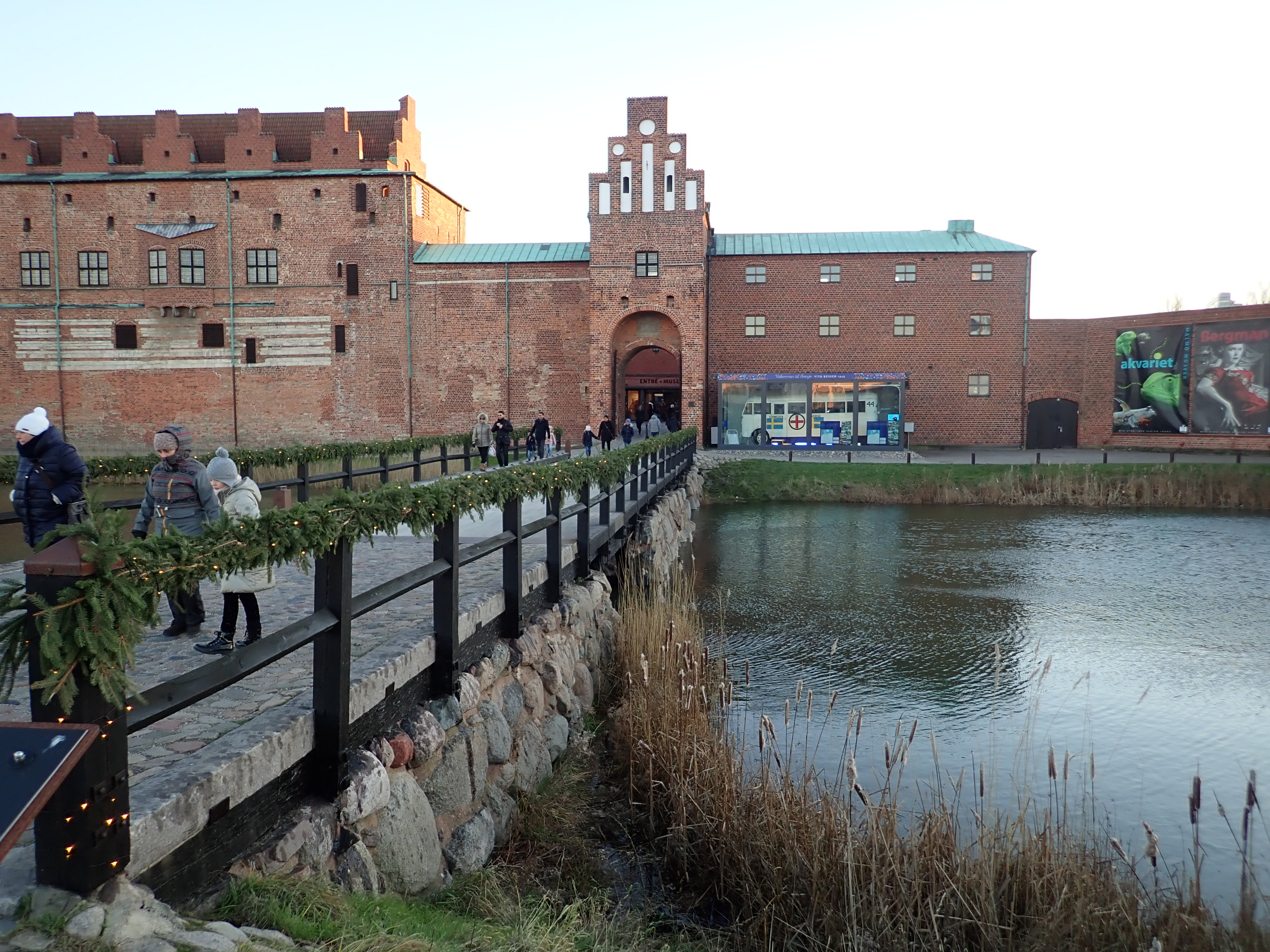
Pont menant à la cour et à l'entrée du musée d'art de Malmö.
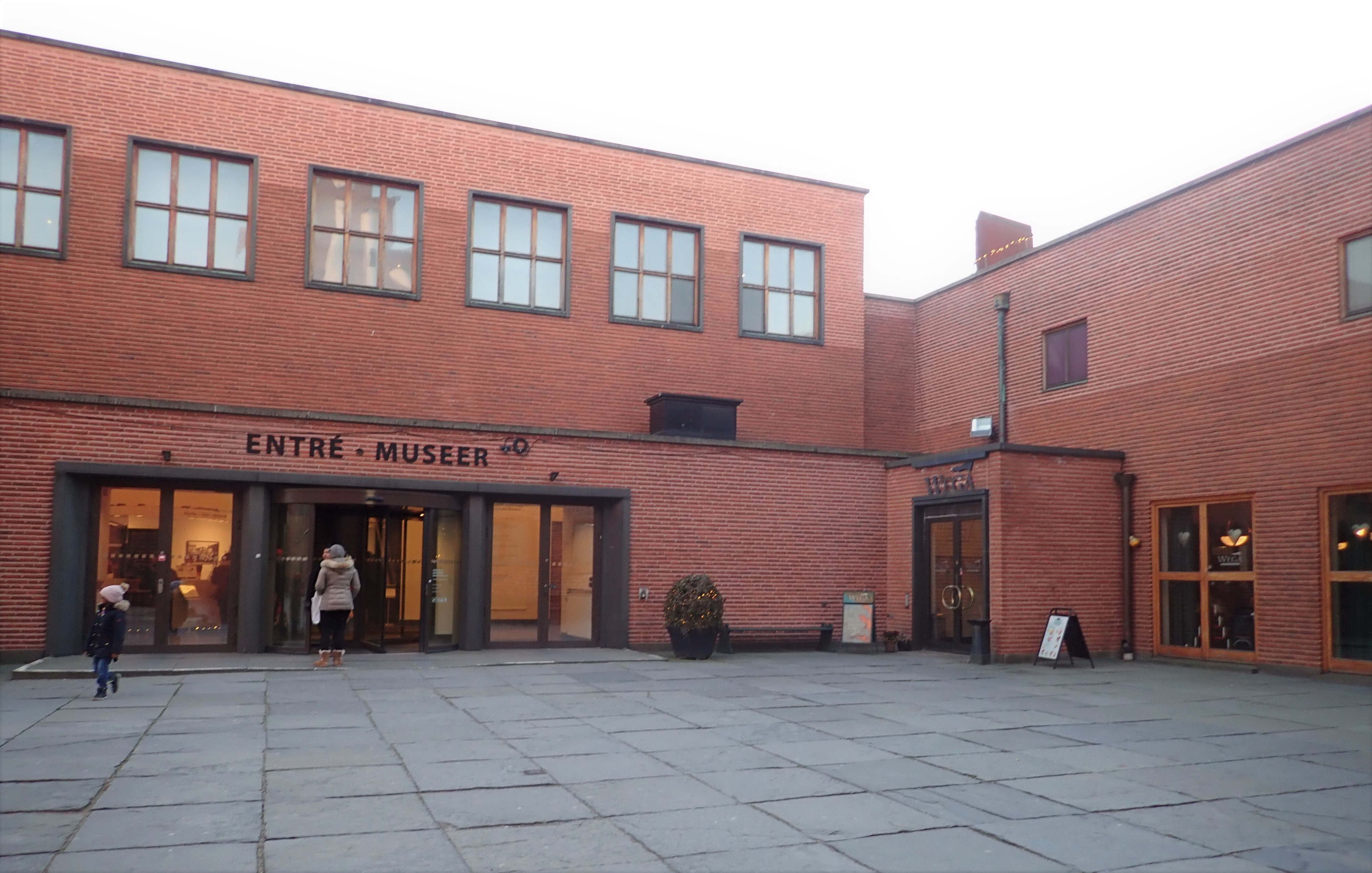
Entrée au musée d'art de Malmö et au restaurant Wega depuis la cour.
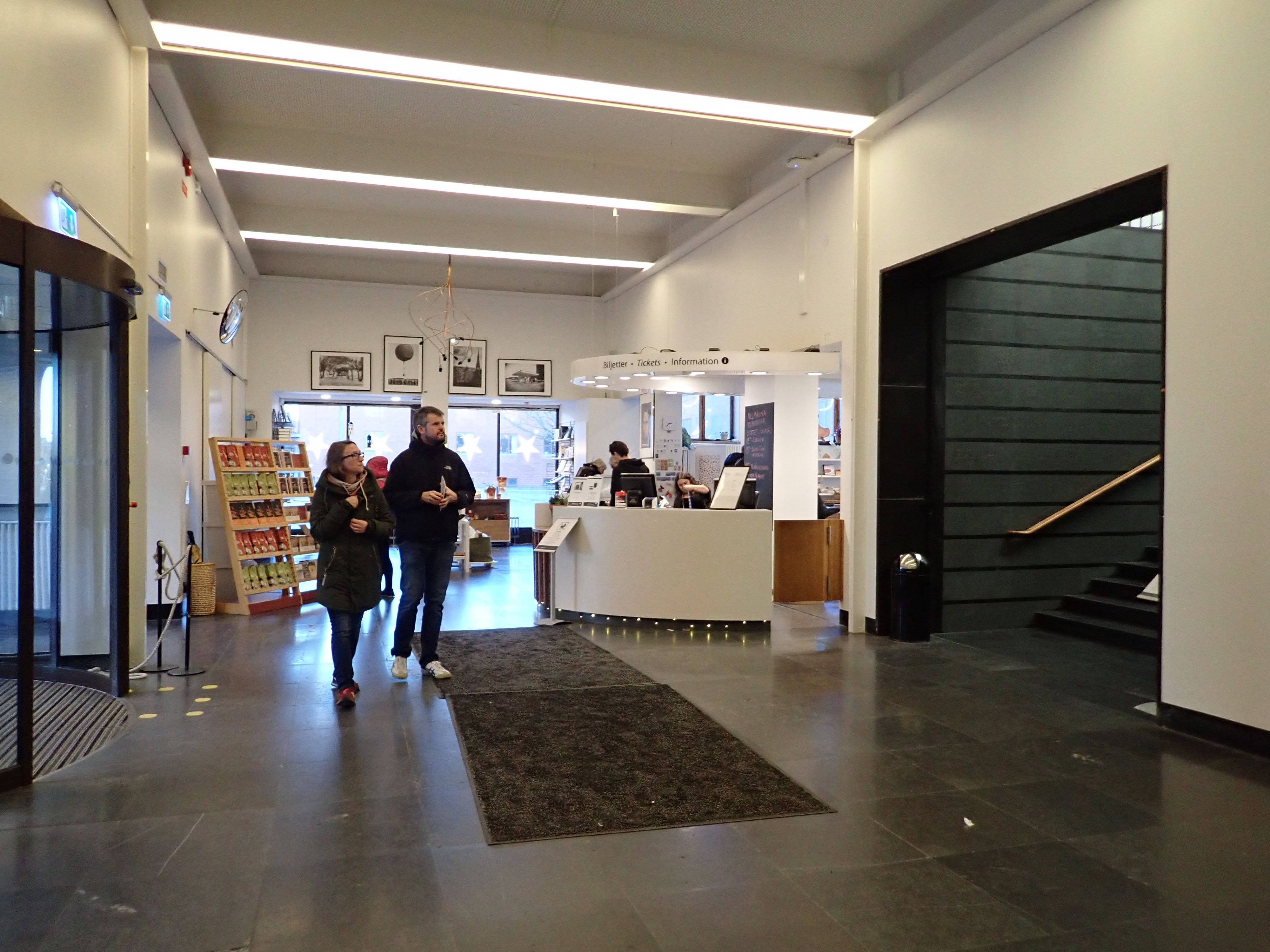
Le foyer du musée avec un escalier menant aux salles d'exposition.
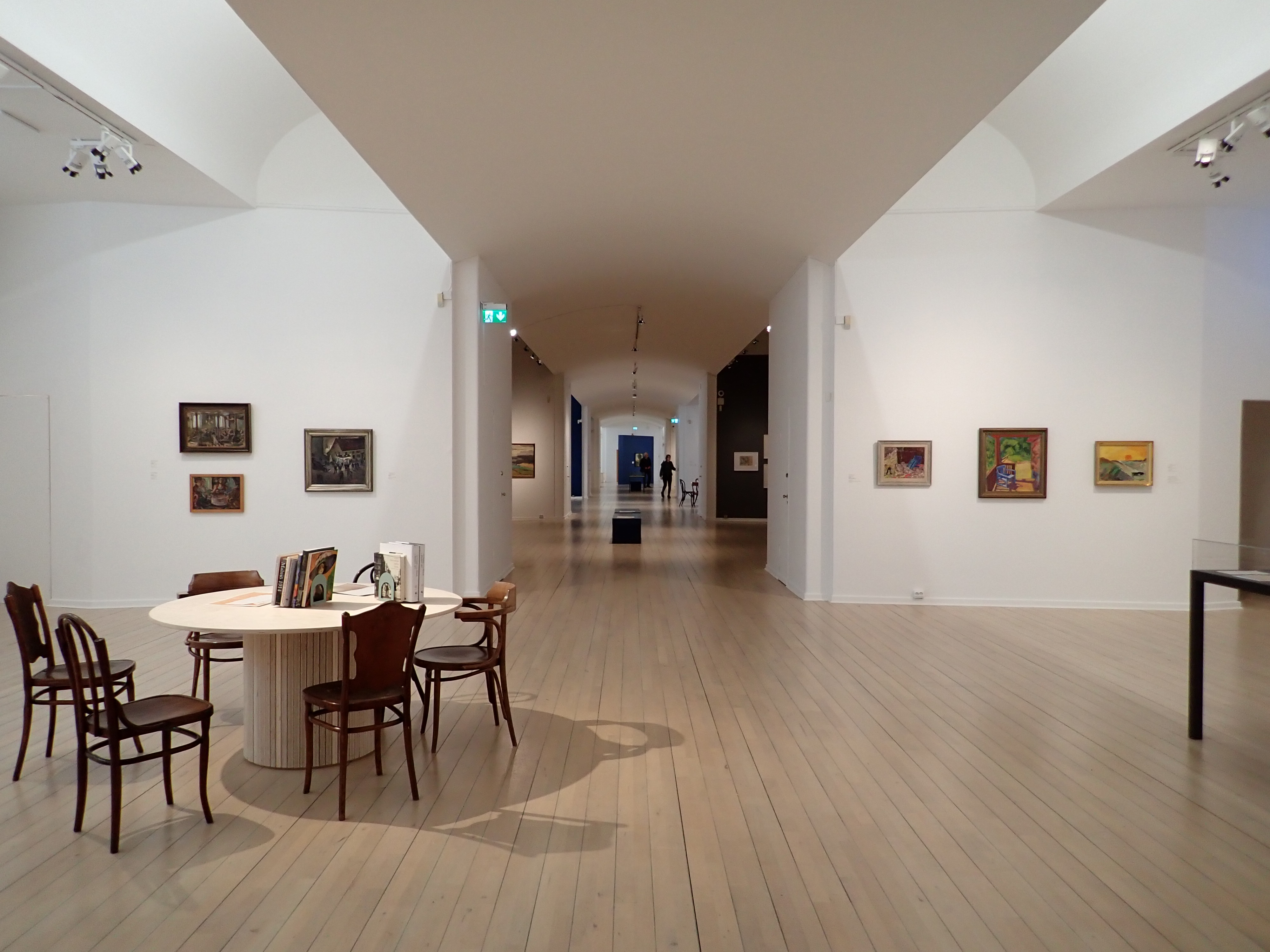
Salles d'exposition du musée d'art de Malmö.
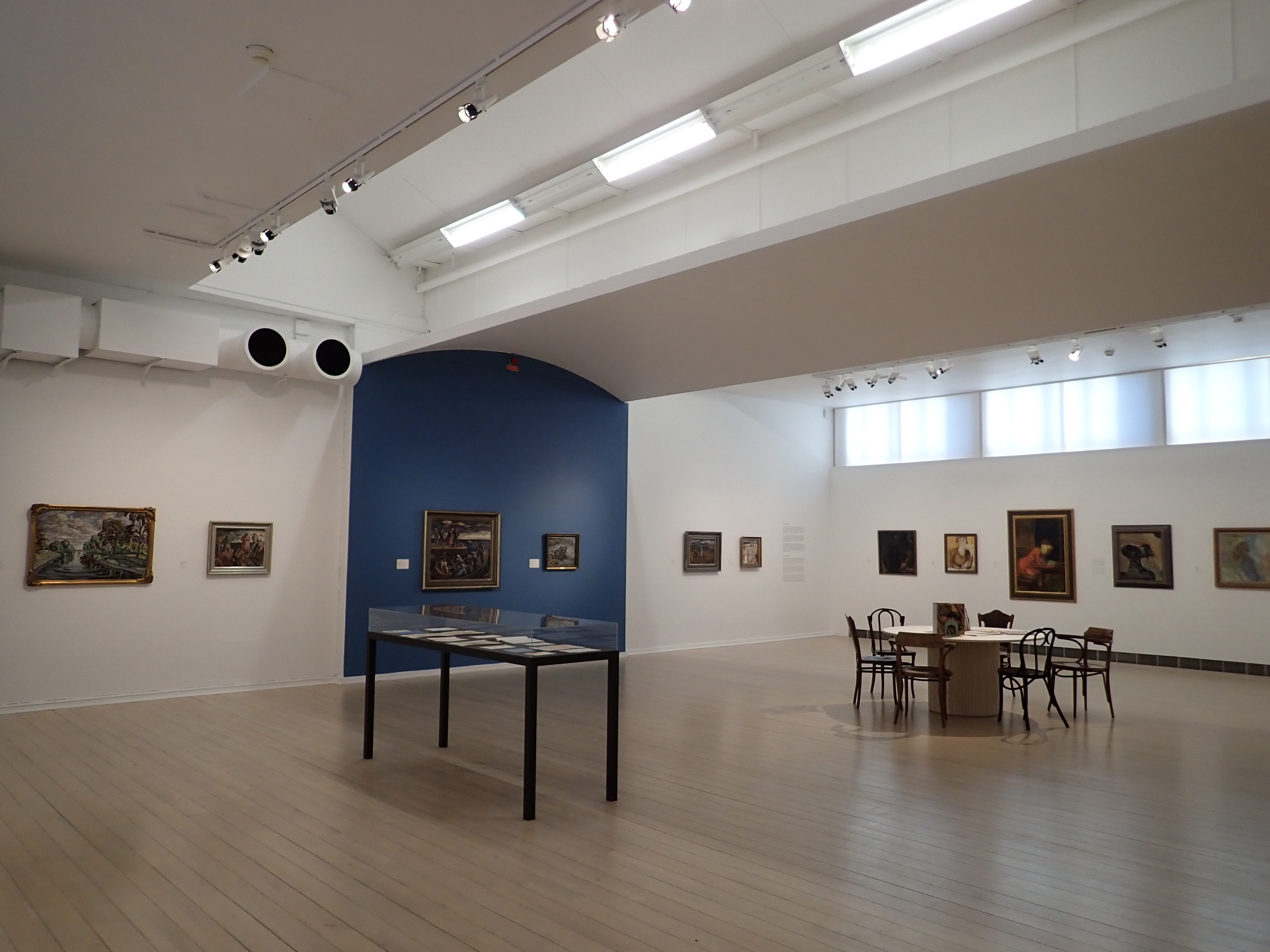
Salle d'exposition du musée d'art de Malmö.
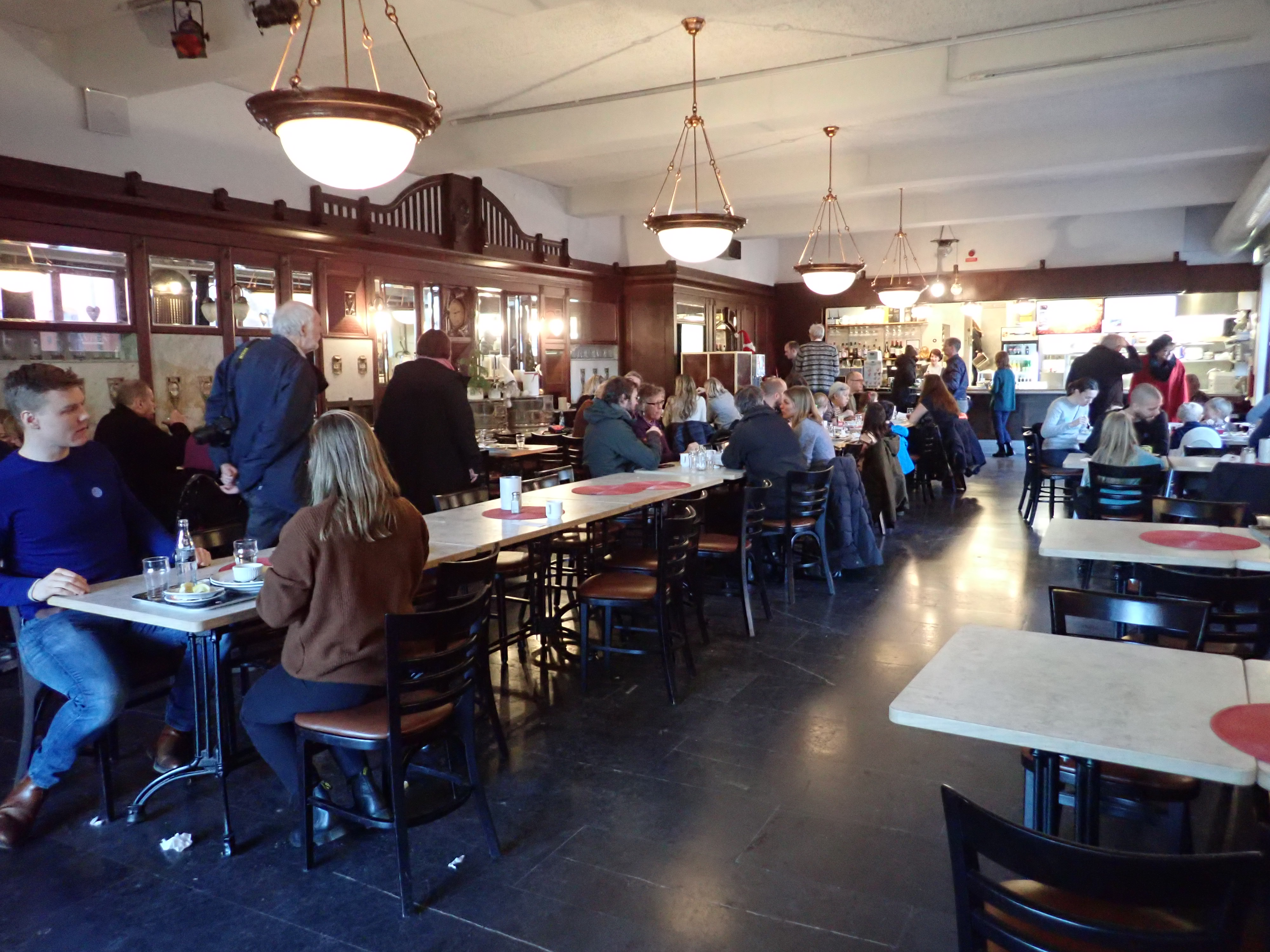
Restaurant Wega au musée d'art de Malmö.
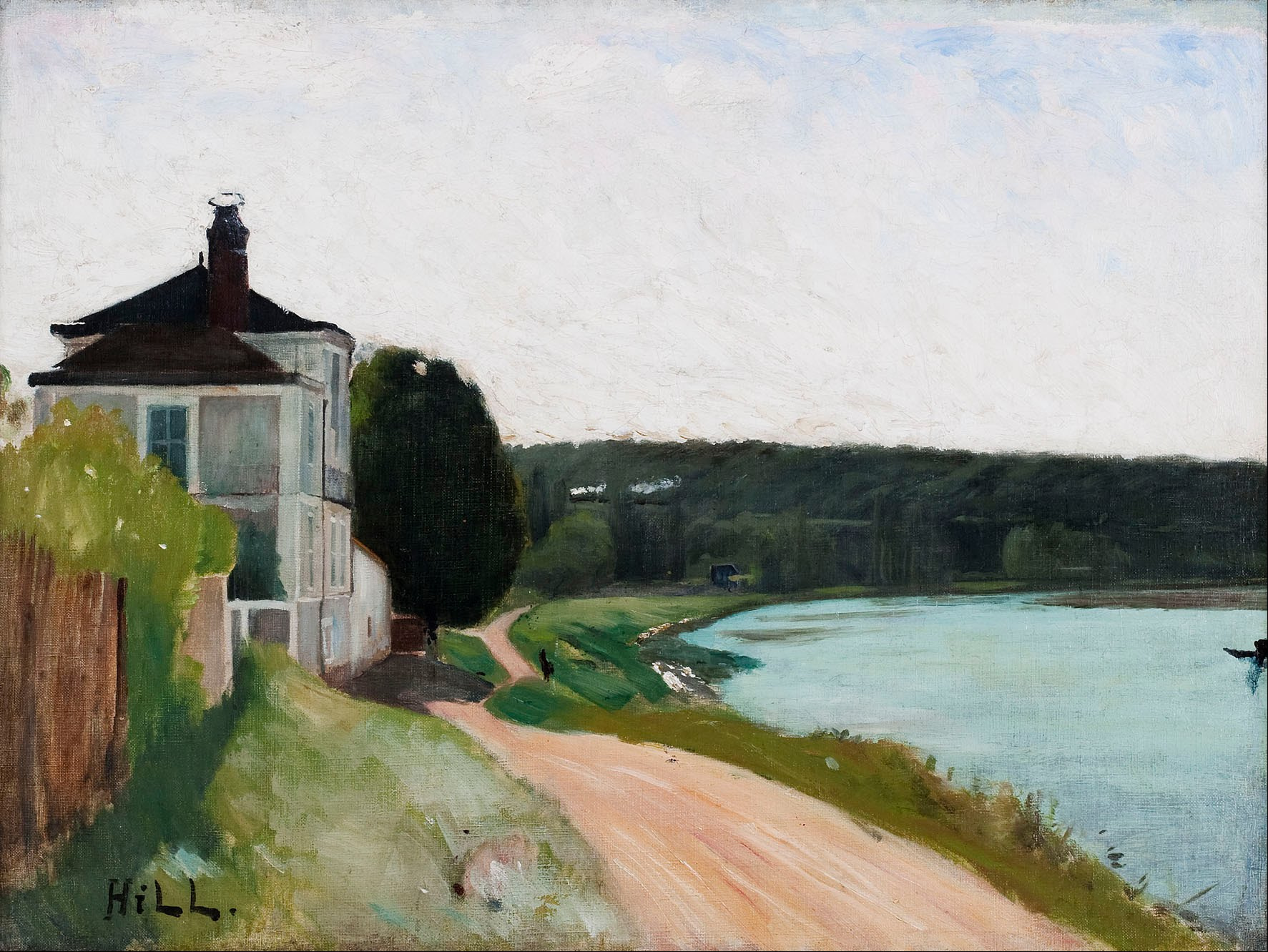
Peinture de paysage de Carl Fredrik Hill au musée d'art de Malmö.